# 대런 오데아
대런 오데아(영어: Darren O'Dea, 1987년 2월 4일 ~ )는 아일랜드의 전 프로 축구 선수로, 현재 셀틱 B의 수석 코치이자 셀틱의 프로 선수 경로 매니저로 활동하고 있다. 오데아는 스코틀랜드, 잉글랜드, 캐나다, 우크라이나, 인도 클럽에서 센터백으로 활약했으며 아일랜드 국가대표팀으로도 활약했다.
오데아는 셀틱의 유소년 팀에서 선수 생활을 시작했으며, 2006년부터 2012년까지 함께 뛰었다. 셀틱에서 뛰는 동안 레딩, 입스위치 타운, 리즈 유나이티드로 임대되었다. 리즈에서 뛰는 동안 오데아는 아일랜드 올해의 영 인터내셔널 선수상을 수상했다. 더 많은 1군 기회를 위해 클럽과 국가를 바꾸고 2013년까지 1년간 메이저 리그 사커의 토론토 FC에 합류했다.
다음 시즌에는 우크라이나에서 메탈루르흐 도네츠크를 대표했다. 오데아는 우크라이나 정치 상황으로 인해 임기가 단축되었고, 블랙풀과 함께 잉글랜드로 돌아왔다. 2015년 7월에는 인도 슈퍼리그 클럽 뭄바이 시티와 계약했다. 던디에서 3년간 뛴 오데아는 2019년 프로 선수에서 은퇴했다. 그 후 머더웰의 코치가 되었고, 이스트 킬브라이드에서 세미 프로 선수로 활약했다.
아일랜드 청소년 국가대표팀에 합류한 오데아는 2009년 시니어 팀에 데뷔하여 20번이나 국가대표팀에 합류했다. UEFA 유로 2012에 아일랜드 국가대표로 출전했다.

## 구단 경력

### 셀틱
더블린에서 태어난 오데아는 홈 팜에서 뛰다가 10대 시절 셀틱과 계약했다. 리저브와 아카데미 팀을 거쳐 2006년 9월, 세인트 미렌과의 스코티시 리그컵에서 셀틱 소속으로 1군 데뷔 전을 치렀다. 한 달 후, 오데아는 인버네스 캘리도니언 시슬과의 경기에서 리그 데뷔 전을 치렀고, 게리 콜드웰과 교체된 후 마지막 30분을 뛰었다. 그는 12월 6일, 덴마크 클럽 코펜하겐과의 경기에서 부상당한 스티븐 맥매너스를 대신해 UEFA 챔피언스리그 데뷔 전을 치렀다. 오데아는 챔피언스리그 데뷔 4일 후 던펌린 애슬레틱과의 경기에서 첫 리그 선발 출전을 기록했다. 그 달 말에는 던디 유나이티드와의 경기에서 첫 골을 넣었고, 78분 나카무라 슌스케가 프리킥을 리바운드해 2-2 동점을 만들었다. 오데아의 첫 시즌에는 2006-07년 스코티시컵 결승전에서 리빙스턴과의 경기에서도 득점했다.
셀틱에서 16번 뛰었던 오데아는 2007년 3월에 3년 계약을 체결하고 "열심히 일한 대가"라고 생각했다. 두 번째 시즌에는 셀틱이 리그 우승을 차지하는 데 기여했지만 던디 유나이티드와의 타이틀전 경기에는 출전하지 못했다. 오데아가 지난 챔피언스리그 스파르타크 모스크바와의 경기 이후 두 달 동안 경기에 나서지 못하자, BBC는 10월에 게리 콜드웰을 대신해 부상에 시달리는 팀으로 소환될 것이라고 보도했고, 2007년 10월 20일, 레인저스와의 리그 전체 경기에 출전했다. 그 시즌에는 주로 센터백으로 활약했다.
2008-09년 시즌에 오데아는 총 16경기에 출전하여 두 번의 득점을 기록했다. 2009년 스코티시 리그컵 결승전에서 연장전에 터진 골로 셀틱은 우승 트로피를 거머쥐었다. 클럽에서 50번을 뛰었던 오데아는 2009년 9월, EFL 챔피언십 클럽 레딩으로 임대되어 더 많은 1군 경험을 쌓았고, 그는 셀틱을 대표할 수 있는 "큰 기회"라고 말했다. 그는 0-0으로 비긴 동커스터 로버스와의 경기에서 후반전 슈팅을 골키퍼 닐 설리번가 막아내며 데뷔 전을 치렀다. 9월 인터뷰에서 오데아는 드물게 경기 기회를 얻기 위해 셀틱으로 복귀하는 것을 꺼려했다.

### 토론토 FC
오데아는 2012년 8월 3일, 메이저 리그 사커 클럽 토론토 FC와 계약했고, 8월 18일, 스포팅 캔자스시티와의 홈 경기에서 1-0으로 패하며 클럽 데뷔 전을 치렀다. CBC 뉴스에 따르면 오데아는 팀과의 첫 경기에서 "활발해 보였다"고 한다. 휴스턴 다이너모와의 경기에서 그는 득점한 테리 던필드에게 패스했고, 경기가 끝날 무렵 그는 그 결과에 "기쁘다"고 말했다. 폴 매리너 감독은 부상당한 토르스텐 프링스 감독의 뒤를 이어 9월에 오데아 팀 주장으로 임명했다. 다음 달에는 아일랜드 국가대표팀에서 FIFA 월드컵 예선 경기 도중 허벅지 부상을 입어 몬트리올 임팩트와의 경기에 출전하지 못했다. 오데아의 토론토 첫 시즌에는 토론토가 동부 콘퍼런스에서 10위를 차지하는 동안 9번 출전했다. 오데아는 2013년 시즌 정규 선수가 부상을 당한 후 레프트백으로 고용되었다. 그에 따르면, 그는 이전에 레프트백으로 뛰었던 지 2년이 지났다.

### 메탈루르흐 도네츠크
토론토 FC에서 방출된 오데아는 우크라이나의 메탈루르흐 도네츠크와 3년 계약을 체결했다. 그는 2013년 7월 20일, 카르파티 르비우와 1-1 무승부를 기록하며 팀에 데뷔했으며, 교체되기 46분 전에 경기를 뛰었다. 오데아는 2-1로 승리한 보르스클라 폴타바와의 원정 두 번째 경기에서 메탈루르흐의 첫 골을 넣었다. 2014년 8월, 우크라이나의 불안으로 인해 2년 일찍 계약을 해지하고 클럽을 떠났다. 오데아는 우크라이나의 상황을 "적대적이고 격렬하지만 비현실적"이라고 표현했다.

### 블랙풀
그 후 오데아는 2014년 12월, EFL 챔피언십 클럽 블랙풀과 계약하여 본머스에 6-1로 패한 경기에서 데뷔 전을 치렀다. 본머스의 네 번째 골은 브렛 피트만이 넣었고, 오디어(벌칙 구역에서 칼럼 윌슨에게 파울을 범한)가 페널티킥을 성공시켰다. BBC는 울버햄프턴 원더러스와의 경기에서 오데아가 "케빈 맥도널드의 패스를 차단하려다 끔찍한 혼란에 빠졌다"며 베니크 아포베(울버햄프턴 소속으로 첫 경기)에게 두 번째 골을 허용했다고 보도했다. 오데아는 2015년 2월, 노팅엄 포리스트와의 경기에서 부상을 입어 블랙번 로버스와의 경기에 결장해야 했다. 5월에 계약이 만료되었을 때 방출된 그는 클럽이 "재앙의 계절"을 보냈다고 말했다. 오데아는 블랙풀에서 20번이나 뛰었다.

## 국가대표팀 경력
아일랜드 19세 이하 및 21세 이하 국가대표팀에서 활약한 오데아는 1년 만에 아일랜드 국가대표팀에 소집되었다. 2007년 3월 3일, 돈 기븐스 감독에 의해 아일랜드 21세 이하 대표팀으로 승격된 오데아는 국가대표팀 주장을 맡았다. 일주일도 채 지나지 않아 오데아는 3월 24일과 28일에 열리는 아일랜드의 UEFA 유로 2008 예선 D조 경기에 출전하기 위해 국가대표팀에 이름을 올렸다.
2008년 5월 13일, 그는 2010년 FIFA 월드컵 예선에서 불가리아 및 이탈리아와의 경기에서 아일랜드의 감독으로 조반니 트라파토니의 1군 명단에 이름을 올렸다. 오데아는 2009년 9월 8일, 리머릭의 토먼드 파크에서 열린 남아프리카 공화국과의 친선 경기에서 60분 폴 맥셰인과 교체되어 1-0으로 승리하며 성인 국가대표팀 데뷔 전을 치렀다.
체코와의 경기 후 오데아는 UEFA 유로 2012에서 아일랜드 국가대표팀에 합류하는 것을 꿈꿨다고 말했다. 폴란드와 우크라이나에서 열리는 대회에 출전할 명단에 이름을 올렸지만 출전하지 않았고, 아일랜드는 조별 리그에서 탈락했다. 오데아는 2012년 10월 16일, 페로 제도와의 2014년 FIFA 월드컵 예선 경기에서 88분 헤딩슛으로 아일랜드 국가대표팀 첫 골을 넣었고, 아일랜드는 4-1로 승리했다.